# Бретонская война (1076—1077)
Бретонская война 1076—1077 годов — первый вооружённый конфликт между Англо-нормандским королевством и Францией.

## Политическая ситуация
Поводом для конфликта между Филиппом I и Вильгельмом I Завоевателем стало нормандское вмешательство в междоусобную войну в Бретани. Нормандцы традиционно рассматривали соседнее герцогство как объект экспансии. В 1064 году Вильгельм Бастард провёл успешную кампанию против Конана Бретонского. После смерти последнего в декабре 1066 года правителем Бретани стал его зять Хоэль II, граф Корнуайский, объединивший в своих руках графства Корнуай, Ренн, Нант и герцогский домен, что составляло примерно 5/6 всей Бретани. Против такого могущества выступила коалиция феодалов во главе со вторым по значению сеньором, Эдом I де Пантьевром, владетелем апанажа Пантьевр. К нему присоединился Жоффруа Гренонат, внебрачный сын Алена III, получивший от графа Конана в пожизненный апанаж значительную часть графства Ренн.
За пределами Бретани Хоэль установил дружеские отношения с анжуйским графом Фульком Решеном, которому вернул территории, завоёванные в своё время Конаном. В 1073—1074 годах Хоэль поддерживал Фулька в неудачной войне с Вильгельмом и участвовал в осаде Ла-Флеши.

## Мятеж
Толчком к восстанию стало прибытие в Бретань графа Норфолкского Ральфа де Гаэля, участника баронского заговора против Вильгельма Завоевателя. После провала заговора Ральфу удалось бежать на континент (1075 год). В Бретани он владел обширной баронией Гаэль, включавшей более сорока приходов. Ральф стал одним из лидеров заговорщиков. К мятежу также примкнули сын Эда де Пантьевра Жоффруа Ботерель, виконт Эд де Пороэ, многие сеньоры Корнуая, возможно, граф де Леон, а в верхней Бретани кроме Ральфа де Гаэля, сиры де Гомбур, д’Ансени и другие. Эд де Пантьевр надеялся захватить власть в герцогстве, а Жоффруа Гренонат хотел, чтобы его владения стали наследными.
В 1076 году Жоффруа Гренонат и Ральф де Гаэль захватили Доль и укрепились в этом городе. Хоэль, не рассчитывая вернуть крепость своими силами, обратился за помощью к Вильгельму, находившемуся в это время в Нормандии. Тот воспользовался случаем, чтобы покарать изменника, и заодно распространить своё влияние на Бретань. В сентябре Хоэль и Вильгельм осадили город. Король Филипп I, до этого не имевший возможности открыто выступить против англо-нормандцев, счёл момент подходящим, и отправился на помощь осажденным. Его сопровождали Фульк, избранный епископ Амьена, граф Одебер II де Ла Марш и Гильом I де Невер. Не располагая достаточными силами, Филипп 7 октября прибыл в Пуатье, где просил помощи герцога Аквитанского Ги Жоффруа. Присоединив к своему войску пуатевинские отряды, король в середине октября выступил на север, и к концу месяца прибыл в Бретань.
Появление французов в начале ноября под стенами Доля стало для Вильгельма полной неожиданностью. Потеряв много людей, осадные машины и весь обоз, он бежал в Нормандию. По словам Ордерика Виталия, на этой экспедиции Вильгельм потерял 15 тыс. фунтов стерлингов. В следующем году он подписал с Филиппом мир, условия которого неизвестны, но предполагается, что французский король смог приобрести Вексен без помех со стороны нормандцев. Это значительно укрепило его позиции.
Вильгельм понёс чувствительное поражение, первое за двадцать лет, и его позиции на континенте пошатнулись. От вмешательства в бретонские дела пришлось отказаться, а в конце 1076 года или начале 1077 года Фульк Решен, возможно, получивший помощь бретонцев, снова напал на Ла-Флеш. Вильгельм поспешил на выручку осажденной крепости. Фульк был ранен в бою и отступил; в том же году или в начале следующего он также заключил мир с Вильгельмом.
В самой Бретани мятеж продолжался. В 1077 году Хоэль был захвачен мятежниками, но через 11 дней освобождён своим сыном Аленом Фергантом, который блокировал основные силы противника в узком дефиле и заставил сдаться. Одна из основных крепостей восставших, Ансени, была взята в том же году. Повстанцы сложили оружие; только старый Эд де Пантьевр до самой смерти в 1079 году отказывался признавать власть герцога.